# Лаваль, Мудаширу
Мудаширу Бабатунде Лаваль (англ. Mudashiru Babatunde Lawal; 8 июня 1954, Абеокута — 6 июля 1991, Ибадан) — нигерийский футболист, полузащитник. Победитель Кубка африканских наций 1980 года.

## Клубная карьера
До того, как стать футболистом Лаваль работал механиком. В 1975 году состоялся его дебют за клуб «Шутинг Старз», где он играл на протяжении многих лет. В 1976 году он помог клубу выиграть первый континентальный титул, африканский Кубок обладателей Кубков, а «Шутинг Старз» стал первой нигерийской командой, добившейся это. В 1985 году клуб был расформирован военным губернатором и Лавалю пришлось ненадолго покинуть команду. Вернулся в команду спустя четыре сезона в должности играющего помощника тренера.

## Международная карьера
В январе 1975 года Лаваль дебютировал за сборную Нигерии против Камеруна. Лаваль стал первым футболистом на континенте, который выступал на пяти розыгрышах Кубков африканских наций подряд (1976—1984). Лаваль привёл Нигерию к её первому титулу в Кубке африканских наций в 1980 года у себя на родине. В том же 1980 году вместе с командой он участвовал на летних Олимпийских играх, проходивших в СССР.
В течение 10 лет Лаваль был одним из основных игроков национальной сборной Нигерии. Последний матч за сборную Лаваль сыграл 18 августа 1985 года, когда Нигерия проиграла Замбии в отборочной игре Кубка африканских наций 1986. В общей сложности он сыграл за сборную 86 матчей и забил 12 голов.

## Смерть
Лаваль умер в своём доме в 1991 году. После смерти стадион Ашеро был назван в его честь.

## Достижения
«Шутинг Старз»
- Чемпион Нигерии (3): 1976, 1980, 1983
- Обладатель Кубка Нигерии (2): 1977, 1979
- Обладатель Кубка Кубков КАФ: 1976

«Абиола Бейбз»
- Обладатель Кубка Нигерии: 1987

Сборная Нигерии
- Победитель Кубка африканских наций: 1980
- Финалист Кубка африканских наций: 1984
- 3-е место на Кубке африканских наций (2): 1976, 1978